# Приз Известий 1977
Приз Известий 1977 — міжнародний хокейний турнір у СРСР, проходив 16—21 грудня 1977 року в Москві. У турнірі брали участь національні збірні: СРСР, Чехословаччини, Фінляндії та Швеції, а також збірна Канади яку презентував клуб ВХА «Квебек Нордікс».

## Результати та таблиця
| 1. | Чехословаччина   | *** | 8:3 | 2:1 | 3:3 | 6:2 | 4 | 3 | 1 | 0 | 19:9  | 7 |
| 2. | СРСР             | 3:8 | *** | 9:2 | 7:3 | 5:3 | 4 | 3 | 0 | 1 | 24:16 | 6 |
| 3. | Швеція           | 1:2 | 2:9 | *** | 4:1 | 6:2 | 4 | 2 | 0 | 2 | 13:14 | 4 |
| 4. | Фінляндія        | 3:3 | 3:7 | 1:4 | *** | 6:6 | 4 | 0 | 2 | 2 | 13:20 | 2 |
| 5. | «Квебек Нордікс» | 2:6 | 3:5 | 2:6 | 6:6 | *** | 4 | 0 | 1 | 3 | 13:23 | 1 |

М — підсумкове місце, І — матчі, В — перемоги, Н — нічиї, П — поразки, Ш — закинуті та пропущені шайби, О — очки

## Збірна усіх зірок турніру
| Воротар   | Їржі Голечек                                |
| Захисники | Пекка Мар'ямякі — Жан Берньє                |
| Нападники | Томас Градін — Іван Глінка — Борис Михайлов |

## Найкращі бомбардири
- В'ячеслав Анісін 6 (4+2)
- Валерій Харламов 6 (4+2)

## Склад переможців
| Чехословаччина |
| Воротарі: Їржі Голечек, Їржі Кралик. Захисники: Ян Неліба, Олдржих Махач, Мілан Халупа, Ян Заїчек, Мирослав Дворжак, Франтішек Каберле, Мілан Кайкл, Їржі Бубла. Нападники: Мілан Новий, Лібор Гавличек, Владімір Мартінець, Їржі Новак, Йозеф Аугуста, Маріан Штястний, Іван Глінка, Едуард Новак, Ярослав Поузар, Богуслав Еберманн, Владімір Вейт, Петер Штястний. Тренери: Карел Гут, Ян Старший. |